# David Chabas
David Chabas, né David Chabachevitch à Ariogala le 22 août 1895 et mort le 3 octobre 1996 à Capbreton, est un libraire, éditeur, artiste peintre et historien français.
Juif lituanien né dans l’Empire Russe, il s’installe en France en 1914 pour étudier aux Beaux-Arts de Paris. Il s’engage volontairement dans la Légion étrangère en 1916 et est naturalisé en 1920. Il devient libraire et éditeur, d’abord à Mont-de-Marsan, puis à Soorts-Hossegor et Capbreton. Malgré sa conversion au catholicisme, il est déporté pendant la Seconde Guerre mondiale. 
Il est l’auteur ou l’éditeur de très nombreux ouvrages sur l’histoire, la géographie, le patrimoine et le folklore des Landes et de littérature régionaliste. Il meurt à 101 ans à Capbreton.

## Biographie
David Chabachevitch naît le 22 août 1895 dans la communauté juive d’Ariogala, dans le gouvernement de Kowno, province de l’Empire russe. Ses parents, Meyer et Rebecca Dimenstein (ou Dunenstein), sont probablement assassinés en 1941 par des auxiliaires lituaniens dans le cadre de la Shoah par balles. Il visite Paris en 1912, puis s’y installe en 1914, à 18 ans, avec son frère aîné. Il étudie aux Beaux-Arts de Paris, se destinant à une carrière d’artiste peintre. Il se réfugie en Gironde au début de la Première Guerre mondiale. Son frère émigre aux États-Unis mais lui décide de rester en France. En Gironde, il se convertit au catholicisme, rencontre sa future épouse et assiste le religieux et archéologue Joseph Labrie dans des fouilles archéologiques.
En mai 1915, il s’engage volontairement dans le 1er régiment de la légion étrangère. Il passe par les 144e, 87e et 287e régiments d’infanterie. Il se bat sur le front de l’Aisne et est grièvement blessé à l’avant-bras gauche et paralysé par un éclat d’obus dans les combats du Mort-Homme, 14 avril 1916. Il est convalescent à Lyon jusqu’en décembre puis part pour le front d'Orient, où il sert de 1918 à 1919 en tant qu’interprète français-russe. Après sa démobilisation, il devient comptable pour la Compagnie des chemins de fer du Midi et du Canal latéral à la Garonne à La Réole, Caudrot puis Roquefort dès 1922. Il est naturalisé français en juillet 1920 et épouse en avril 1922 Cécile Carrasset, institutrice à Hure, avec qui il a deux enfants. Il demande et obtient de changer son nom en David Chabas en 1927 .
Il démissionne et s’installe comme libraire à Mont-de-Marsan en 1925, en habitant à Roquefort. Il devient, dès 1926, éditeur d’ouvrages « d’histoire, de géographie, de littérature régionalistes ». Passionné par l’histoire et la culture landaises, publie les fables du poète gascon Césaire Daugé, les poèmes du photographe et folkloriste Ferdinand Bernède, les recherches de l’historien et géographe René Cuzacq, les réflexions de l’architecte Henri Godbarge, les travaux des géographes Émile Prigent et Louis Papy, la Galerie des Landais de Gabriel Cabannes et l’ouvrage collectif Nos Landes, paru en 1927. Il ouvre une succursale (une librairie-galerie) en 1929 à Soorts-Hossegor, où il s’installe en 1931. Devenu journaliste, il fonde des journaux et organise des conférences littéraires régionalistes et des congrès d’écrivains, où il convie l’actrice Béatrix Dussane, la critique littéraire Jean Balde ou le romancier Henry Bordeaux. Dans le besoin, il vend sa librairie en 1934 et s’établit à Capbreton en mars 1937, dans la villa Clairfeuille et se reconvertit dans la librairie-papeterie par correspondance.
En 1935 et 1939, il milite pour les idées du Front populaire. En 1940, au début de l’Occupation, il ne se fait pas recenser comme juif, puisqu’il est converti au catholicisme, ancien combattant et marié à une « aryenne ». Le 19 mars 1942, il envoie une lettre à la préfecture des Landes pour être exempté des mesures discriminatoires prises contre les juifs. Il « met en avant son parcours et sa volonté d’intégration [et] met même en doute son ascendance juive ». Le préfet impose néanmoins l’apposition d’une affiche jaune à la devanture de son commerce, portant l’inscription « Judisches Geschaft – Entreprise Juive ». David Chabas ayant pour seuls locaux un entrepôt dans son garage, cet ordre ne peut être suivi de faits. Il est arrêté le 15 avril par la Feldgendarmerie de Biarritz et incarcéré temporairement à la Maison Blanche, dans la même ville. Les autorités allemandes le font incarcérer à la maison d’arrêt de Bayonne le 1er mai. Il est ensuite transféré camp de Mérignac le 3 juillet. Installé dans la baraque E, il est à tort signalé comme juif lituanien puis polonais. 
Il est transféré au camp de Drancy le 26 août en passant par Bordeaux et les camps de Pithiviers et de Beaune-la-Rolande. Le 16 juin 1943, en tant que « conjoint d’aryenne », il est transféré à Querqueville dans la région de Cherbourg, où il travaille sur les chantiers du mur de l'Atlantique. Il est ensuite déporté au camp d'Aurigny, dans les îles Anglo-Normandes, le 11 octobre. Il participe là aussi aux constructions du mur de l’Atlantique pour l’organisation Todt. Le 7 mai 1944, les 444 détenus du camps sont transférés par bateau vers Cherbourg, puis par train (pendant ) vers Hazebrouck, en Belgique. Après être passé par Boulogne-sur-Mer, il s’évade à partir du camp Camiers le 5 septembre. Il est dit rentré chez lui le 1er septembre. Il devient alors du comité d’entraide aux déportés politiques à Capbreton.  
Après la guerre, il se consacre à la peinture et à l’étude de son département d’adoption. Il reprend son activité d’éditeur et écrit plusieurs ouvrages de référence sur les Landes, dont la série Villes et villages des Landes, qui paraît de 1968 à 1974 et où il décrit chaque commune du département. Il meurt le 3 octobre 1996 à Capbreton, à 101 ans. 

## Honneurs
Il reçoit plusieurs décorations :
- Officier d'académie (1935)[1];
- Croix du combattant volontaire 1914–1918 (1936)[1];
- Chevalier de la Légion d'honneur (1991)[1];
- Chevalier de l'ordre national du Mérite[1].

Il est fait président d'honneur la Société de Borda en 1987. Une rue de Capbreton porte son nom.

## Publications en tant qu’éditeur
- Nos Landes. Vision d'Ensemble sur le Pays Landais (collectif de 20 auteurs dont les fondateurs d’Hossegor, J.-H. Rosny jeune, Barranx, Dubalen, Fayet, André Vidal,…), Mont-de-Marsan, 1927, XII-374 p..
- Césaire Daugé, Les Soubiran, 1927
- Germaine Delbousquet, L’Heure trouble, poésies, 1928
- Guy de Pierrefeux, Le Surhomme de la Côte d’Argent (Gabriele d’Annunzio), 1928
- Jean de Busca (Comtesse de Franclieu), Le Mirliton sentimental, 1929
- Jean de Busca, Sourdines, poésies, 1929
- Emmanuel Delbousquet, En Gascogne, contes, 1929
- Sud-Ouest (collectif), 1930
- Henri Godbarge, Arts basques, anciens et modernes, Hossegor, 1931
- Les Villas d’Hossegor (collectif), 1933
- Césaire Daugé, Fables gasconnes, Hossegor, 1933
- Villes du Sud, 30 monographies (collectif), 1933-1935
- Géographie des Landes à l'usage des écoles, Marcelle et Antoine Richard, 1936
- Chanoine Jules Romain, Petit mémorial des Amis de Rome (à travers la Rome française), Capbreton, 1945
- Connaître le Sud-Ouest, 5 titres (collectif), Capbreton, 1952-1953
- Emmanuel Delbousquet, L’Écarteur, Capbreton, 1974
- J.-F. d’Estalenx, Portraits gascons et languedociens et autres, Capbreton, 1976
- Jean Peyresblanques, Contes et légendes des Landes, Capbreton, 1977
- Jean Peyresblanques, Nouveaux Contes et légendes des Landes, Capbreton, 1986
- Gilles Dubus, Céline au Pays de Born, Capbreton, 1991
- Jean Peyresblanques, Derniers Contes et légendes des Landes, Capbreton, 1993

## Publications personnelles
- Villes et villages des Landes, monographies des 332 communes, 4 tomes, Capbreton, 1968-1974
  - [1968] Villes et villages des Landes (préf. Yves-Bertrand Burgalas (préfet)), t. 1, Capbreton, édité à compte d'auteur, 1968, 451 p. (présentation en ligne, lire en ligne [PDF] sur excerpts.numilog.com).
- Châteaux des Landes, Nouvelles Éditions latines, 1970
- Connaître les Landes, Capbreton 1974
- Gens des Landes, (sous la direction de) D. Chabas, Capbreton 1976
- La Sorcellerie et l’insolite dans les Landes et les pays voisins, Capbreton 1983
- Les Landes autrefois, Horvath, 1990
- D’une Guerre à l’autre. Souvenirs. Tome 1 : 1914-1918, Capbreton 1989
- Les Centenaires des Landes ou le magazine de la santé, de la vieillesse et de la longévité, Capbreton 1985
- Bibliographie des Landes, [avec la collab. de G. Dubus], Capbreton 1993
- À propos du procès en Cour d'assises d'un républicain dacquois, 1833, Gustave Vergers, 1802-1882, préfet de la Seconde République (1961) en collaboration avec Fernand Thouvignon.